# 1re division légère de cavalerie
Pour les articles homonymes, voir 1re division.
La 1re division légère de cavalerie (1re DLC) est une division de cavalerie de l'armée de terre française qui a participé à la Seconde Guerre mondiale.
Elle est créée le 10 février 1940 à partir de la 1re division de cavalerie pour participer à la manœuvre de retardement en Ardenne. Celle-ci se déroule du 10 au 12 mai 1940 sans ralentir suffisamment les Allemands. Elle s'oppose ensuite à la percée de Dinant. Après 10 jours de combat, seuls très peu d'éléments ont échappé à la destruction, ils doivent alors former la 4e division légère mécanique.

## Création et différentes dénominations
- 10 février 1940 : création par transformation de la  1re division de cavalerie

## Commandants
- 1940 :  général d'Arras (sl)

## Seconde Guerre mondiale

### Composition
2e brigade de cavalerie
- 1er régiment de chasseurs (régiment à cheval)
- 19e régiment de dragons (régiment à cheval)

11e brigade légère motorisée
- 1er régiment d'automitrailleuses (1er RAM, régiment de blindés et motocyclistes)
- 5e régiment de dragons portés (5e RDP, régiment d'infanterie portée et de motocyclistes)
- 1er escadron divisionnaire antichar (canons de 25, administré par le 1er RAM)
- 1er escadron de réparation divisionnaire (administré par le 5e RDP)

Artillerie
- 75e régiment d'artillerie de division légère de cavalerie (2 groupes de canons de 75 tractés tout-terrain)
  - 10e/75e batterie divisionnaire antichar (canons de 47)
- 711/409e régiment d'artillerie de défense contre aéronefs (formé le 12 mai 1940)

Génie
- compagnie de sapeurs mineurs 46/1

Transmissions
- compagnie mixte de transmissions 46/84

Train
- compagnie hippomobile 46/21
- compagnie automobile 146/21

Intendance
- groupe d'exploitation divisionnaire 46/22

Santé
- groupe sanitaire divisionnaire 46

Forces aériennes
- FA 25 (commandement aérien)
- groupe aérien d'observation 2/551 (n'est pas organique à la division, compte trois Mureaux 115/117 et cinq Potez 63.11[1])

Source pour la composition : Mary 2009, p. 452 et atf40.fr

### Drôle de guerre

#### Création
Le 10 février 1940, le commandement français, suivant ce qu'il a décidé en novembre 1939, procède à la transformation des trois divisions de cavalerie en cinq divisions légères de cavalerie pour réaliser une action de retardement en Ardenne,. Ce changement n'apporte pas plus de puissance à l'ensemble mais plus souplesse. Ces nouvelles divisions comportent une brigade de cavalerie (BC) avec deux régiments hippomobiles (chasseur, cuirassier ou hussard) totalisant 2 000 cavaliers et 8 canons antichars, une brigade légère motorisée (BLM) réunissant un régiment d'automitrailleuses et un régiment de dragons portés, un régiment d'artillerie tractée constitue l'artillerie divisionnaire. Ce régiment d'artillerie doit recevoir un groupe de 75 modèle 97 tracté tous terrains et un de 105 C modèle 35 (12 pièces par groupe). Le régiment d'automitrailleuses est constitué d'un escadron d'automitrailleuses de découverte (douze AMD 178), d'un escadron d'automitrailleuses de combat (douze H35) et de deux escadrons motocyclistes. Le régiment de dragons portés comporte deux escadrons mixtes, chacun ayant deux pelotons d'automitrailleuses de reconnaissance et deux pelotons motocyclistes. Ces divisions légères de cavalerie doivent être engagées en Ardenne avec des groupes de reconnaissances de division d'infanterie (GRDI) et de corps d'armée (GRCA) pour retarder l'avance allemande dans cette région.
La 1re DLC est ainsi créée sous le commandement du général d'Arras (sl) à partir de la 1re DC dont elle se sépare de la 1re brigade de cavalerie et reçoit un deuxième groupe de canon de 75 à la place du groupe de canons de 105. Elle est sous le commandement direct de la 9e armée.

#### Mission sur la Meuse et en Ardenne
En mars, alors que les DLC se constituent, la mission qu'elles doivent accomplir est précisée par le haut commandement. La 1re DLC dont ses unités sont dans les régions de Givet, Rocroi, Fumay et Tournes, doit d'abord (jour J1) avec les 24e et 30e GRDI et le 17e GRCA (respectivement des 21e et 18e divisions d'infanterie et du XIe corps d'armée) sécuriser la Meuse entre Houx et Hastière (correspondant au front à tenir par le XIe CA), en envoyant ses détachements de sûreté éloignée sur la rive est à Celles – Dorinne – Sorinnes, et en découvrant l'axe Dinant – Rochefort – La Roche-en-Ardenne. Dès que le fleuve sera suffisamment défendu, à l'ordre du commandant de l'armée la division passera sur la rive est sur l'axe Dinant – Rochefort – La Roche-en-Ardenne avec à sa gauche la 4e DLC et le groupement des GR à sa droite.

### Bataille de France
Entrée dans les Ardennes le 10 mai 1940, la division reçoit dans la nuit du 10 au 11 l'ordre de passer à l'est de la Meuse. Le poste de commandement de la division s'installe à Dinant au lever du jour puis la division se positionne dans la matinée sur la petite rivière Lomme. Mais le repli de la 3e brigade de spahis face à l'avance allemande découvre le flanc de la division, qui reçoit l'ordre de se replier le 11 au soir. Couverts par les blindés, les unités montées et portées repassent à l'ouest de la Meuse. La division ne peut donc plus couvrir la montée de la 18e DI en avant,.
La division s'insère néanmoins en soutien du dispositif en cours d'installation de la 18e DI sur la rive ouest de la Meuse. Les cavaliers du 1er chasseurs et les blindés du 1er RAM sont disponibles en réserve du dispositif.
Le 13 mai 1940, la division reçoit par erreur l'ordre d'attaque adressé à la 1re division cuirassée, l'acronyme DC (division de cavalerie) ayant été confondu avec DCR (division cuirassée). Engagée dans les combats, la division est bien sûr incapable de contrattaquer.
Le 15 mai, les motocyclistes de la division combattent avec des éléments épars de la 4e division d'infanterie nord-africaine à Neuville, la défense réussie permettant le repli de l'infanterie. 